# Thomas Vikström

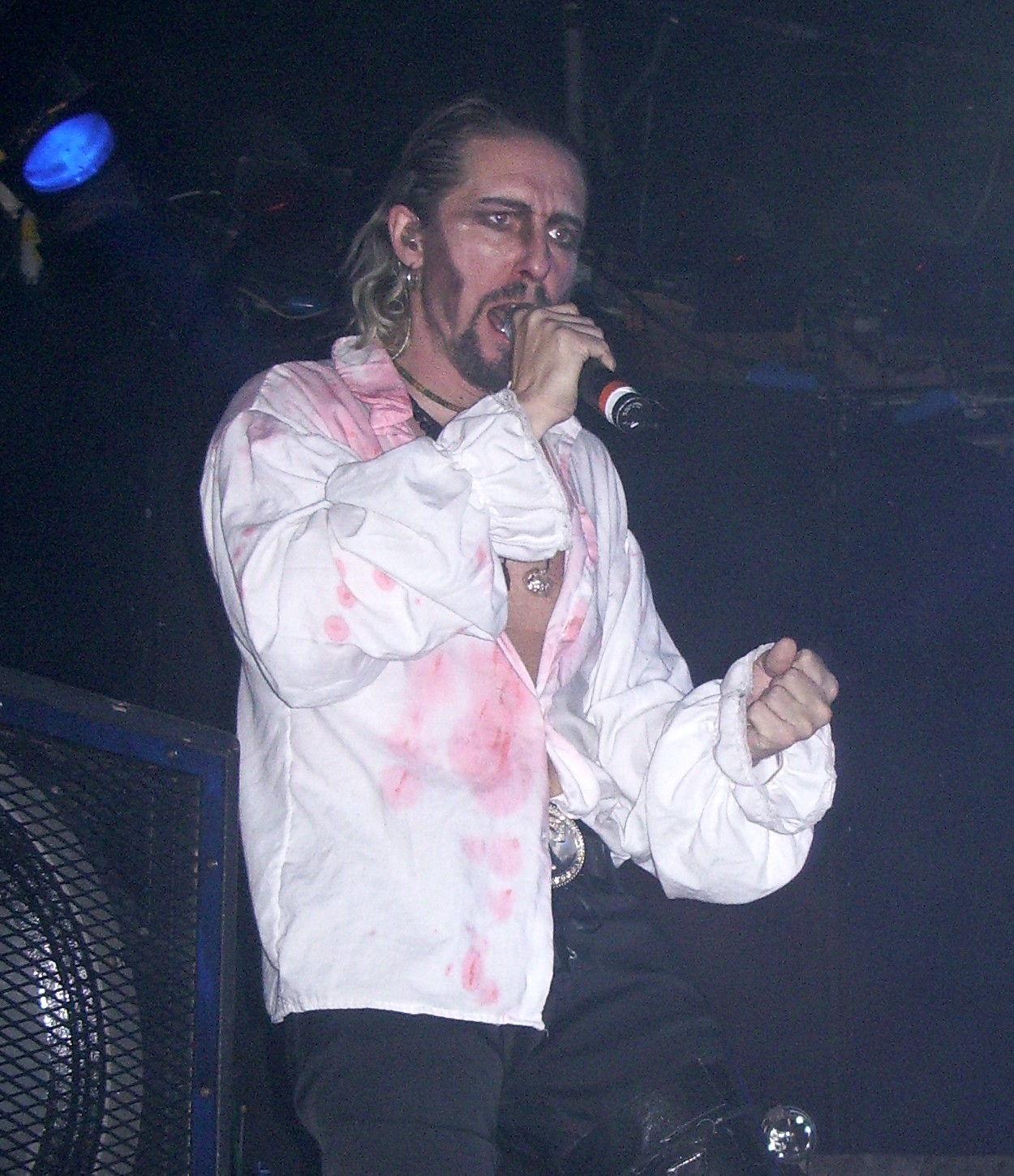
Thomas Vikström i London 2007.

Sven Erik Herman Thomas Vikström, ibland felstavat Wikström, född 21 januari 1969, är en svensk sångare som är främst känd för sina samarbeten med olika hårdrocksband.
Thomas Vikström har medverkat i ett flertal i teateruppsättningar och musikaler, 1991 spelade han huvudrollen i operan Hoffmanns äventyr i Stockholm. Han medverkar även i svenska uppsättningen av musikalen Rock of Ages på China Teatern. Han är bland annat sångare i bandet Therion. Han jobbade med Media Dubb och sjöng in ledmotiven till deras dubbningar av Piff och Puff – Räddningspatrullen och Nya äventyr med Nalle Puh.
Vikström är son till operasångaren Sven Erik Vikström och Brita, ogift Hedlund. Han är också far till Linnéa Vikström, som agerar som huvudsångerska i rockbandet Thundermother.